# Touche (lutherie)
Pour les articles homonymes, voir touche.
 (mai 2025).
Si vous disposez d'ouvrages ou d'articles de référence ou si vous connaissez des sites web de qualité traitant du thème abordé ici, merci de compléter l'article en donnant les références utiles à sa vérifiabilité et en les liant à la section « Notes et références ».

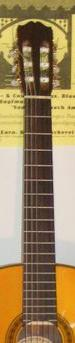
touche de guitare (modèle courant, avec frette)

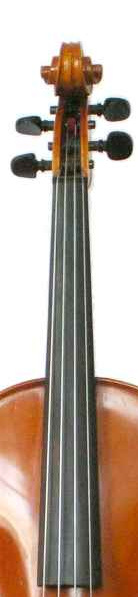
Touche de violon (pas de frette)

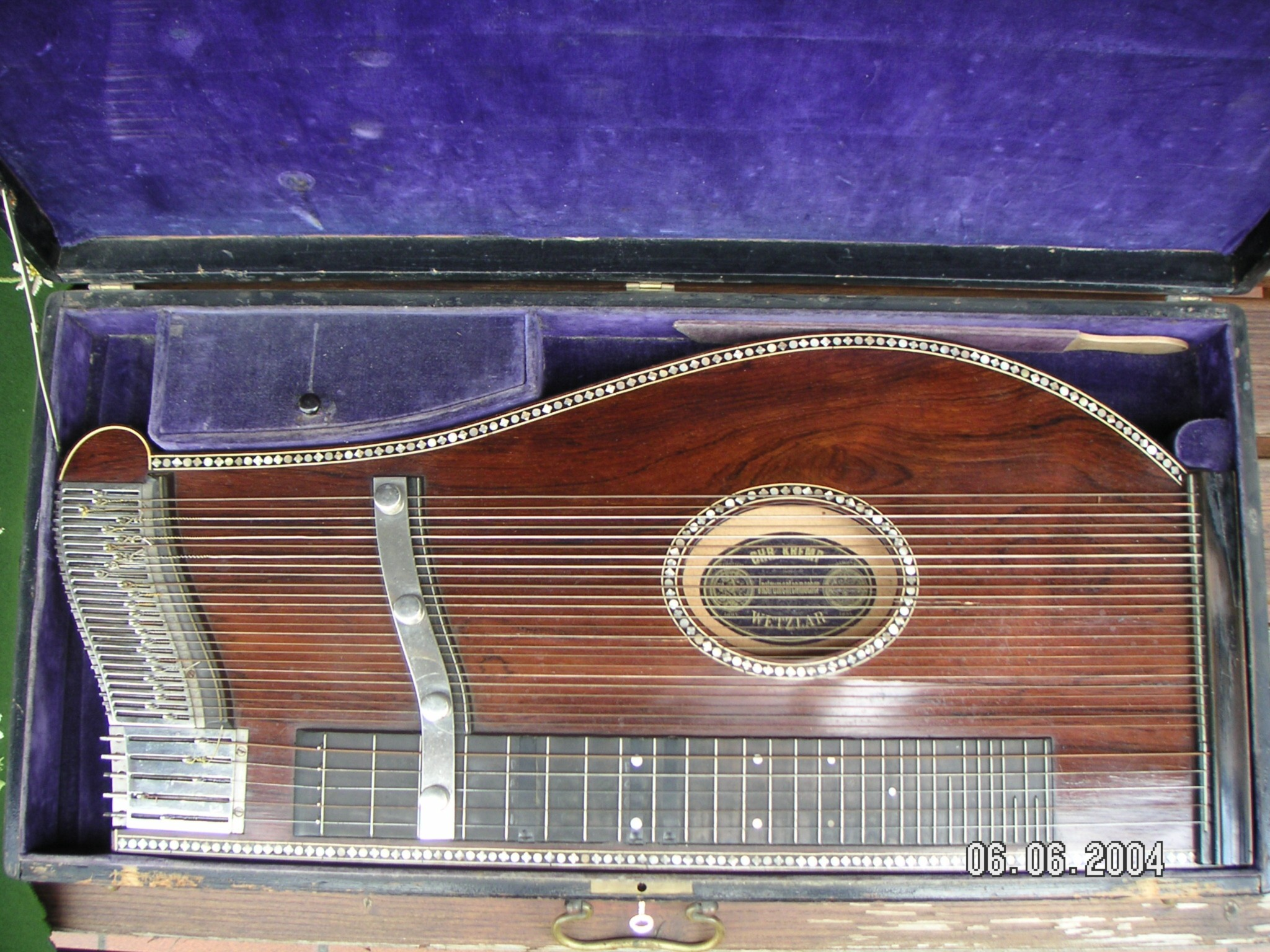
Touche de cithare, avec frettes

La touche est un composant de la plupart des instruments à cordes. C'est une longue et fine pièce, généralement en bois, qui est plaquée sur le manche ou le corps de l'instrument et sur laquelle viennent s'appuyer les doigts, généralement pour presser les cordes afin de modifier la longueur de la corde vibrante, et par là la hauteur du son émis.

## Frette
La touche peut être frettée, c'est-à-dire munie de petites barrettes métalliques (les frettes), placées généralement perpendiculairement à la touche. Elles permettent d'émettre une hauteur de son fixée, évitant l'imprécision due aux doigts seuls. Elles peuvent être fixes comme sur la guitare ou la mandoline, mais aussi déplaçables comme sur le luth.
Une touche qui n'est pas frettée est parfois qualifiée de sans frettes, ou fretless, comme dans le cas des basses fretless. Certaines touches sont parfois différentes, comme des touches hybrides à la fois frettées et fretless, ou des frettes asymétriques, non perpendiculaires au manche.

## Matériaux
Sur les instruments à cordes classiques (violon, alto, violoncelle et contrebasse), la touche est traditionnellement en ébène, en palissandre ou en d'autres bois très durs. Sur certaines guitares, le manche et la touche sont constitués d'une seule et même pièce de bois. Certaines lutheries modernes utilisent des matériaux nouveaux comme les fibres de carbone ou l'ébonol.

## Paramètres

### Disposition des frettes
Les frettes sont posées sur le manche à intervalles précis de longueur s’amenuisant depuis la tête jusqu'au corps, marquant chacun un demi-ton.
La distance théorique entre le sillet de chevalet et la ne barrette (comptée à partir du sillet de tête, correspondant à n=0), ou longueur vibrante, est donnée par la formule :
{\displaystyle l=d\cdot 2^{-n \over 12}}, où d est le diapason de l'instrument, c'est-à-dire la distance théorique entre les deux sillets : en pratique, la distance réelle est ajustée pour compenser les effets de la tension et de l'épaisseur des cordes.
La douzième barrette divise donc la corde "théorique" en deux parties de longueurs égales, et correspond à un intervalle d’une octave par rapport à la corde jouée « à vide » (c’est-à-dire sans poser de doigt sur la corde).
En divisant la longueur vibrante de la corde par la racine douzième de 2 ({\displaystyle {\sqrt[{12}]{2}}} ou {\displaystyle 2^{1 \over 12}}, soit environ 1,0594631), on obtient la position de la 1re frette par rapport à la longueur à vide. La distance Ln d'une frette par rapport au chevalet est Ln-1/1,0594631.

### Courbure

Schéma d'une touche, du sillet au chevalet, vue de profil avec ses paramètres essentiels.

Typiquement, la touche est une longue planche avec un profil rectangulaire ou trapézoïdal. Sur une guitare, ukulélé ou autres instruments à cordes pincées, la touche semble plate et fine mais elle peut être légèrement courbée pour former une surface cylindrique ou conique.
Souvent les instruments à cordes utilisent une touche, un sillet et un chevalet courbés pour faciliter le jeu.
La plupart des touches peuvent être décrites avec les paramètres suivants :
- w1 — largeur au chevalet,
- w2 — largeur au milieu du diapason (au sens de longueur de corde vibrante à vide),
- h1 — hauteur au chevalet,
- h2 — hauteur au milieu du diapason,
- r — rayon (peut être variable).

Tous ces paramètres ont une influence sur le timbre de l'instrument.

### Rayon

Graphes de la fonction r(x) pour des profils typiques de touche

Dépendant des valeurs du rayon r, toutes les touches peuvent être placées dans l'une de ces quatre catégories:
| 1 | Plat        | La touche est rigoureusement plate du sillet au chevalet, comme celle de la guitare classique. L'instrument n'a pas à proprement parler de rayon (en un sens il est infini).                        | {\displaystyle r=\infty }                                            |
| 2 | Cylindrique | La touche a un rayon constant. | {\displaystyle r=r_{1}=r_{2}=cste}                                   |
| 3 | Conique     | La touche a un rayon variable, généralement linéairement progressif de {\displaystyle r_{1}} à {\displaystyle r_{2}}. Souvent le rayon au niveau du sillet est plus petit qu'au niveau du chevalet. | {\displaystyle r(x)=r_{1}+{\frac {x}{l}}(r_{2}-r_{1})}               |
| 4 | Hybride     | Le rayon n'est pas vraiment conique, le rayon suit une courbe différente. | {\displaystyle r(x)=f(x)}, généralement {\displaystyle r(l)=\infty } |

Remarques:
- {\displaystyle l} représente le diapason.
- {\displaystyle x} désigne un endroit de la touche, qui varie de 0 (au sillet) à {\displaystyle l} (au chevalet).
- {\displaystyle r(x)} décrit le rayon variant selon l'emplacement sur la touche.
- {\displaystyle f(x)} n'est pas une fonction linéaire.

Les guitares classiques possèdent souvent une touche plate, mais la plupart des autres guitares possèdent des touches courbées. Les petits rayons de l'ordre de 9-10" sont dits plus confortables pour les accords, alors que les rayons plus élevés permettent un réglage plus près des cordes et sont donc plus efficace pour les solos rapides. Les rayons coniques et hybrides tentent de réunir ces deux qualités.

### Exemples
Voici quelques exemples de paramètres de touches:
| Model                                               | r                                         | w1              | w2             |
| --------------------------------------------------- | ----------------------------------------- | --------------- | -------------- |
| Guitares Fender Stratocaster, version moderne       | 9.5" (241 mm)                             | 1.6875" (43 mm) |                |
| Guitares Fender Stratocaster, ancienne version      | 7.25" (184 mm)                            |                 |                |
| Guitares Gibson Les Paul                            | 12" (305 mm)                              | 1.6875" (43 mm) | 2.062" (52 mm) |
| Guitares Ibanez                                     | 12" (305 mm)                              |                 |                |
| Guitares Jackson                                    | 16" (406 mm)                              |                 |                |
| Guitares Warmoth                                    | Hybride, de 10" (sillet) à 16" (chevalet) |                 |                |
| La plupart des guitares avec un chevalet Floyd Rose | 10" (254 mm)                              |                 |                |
| Violon 4/4                                          | 42 mm                                     | 24 mm           | 32 mm          |

## Touche scallopée

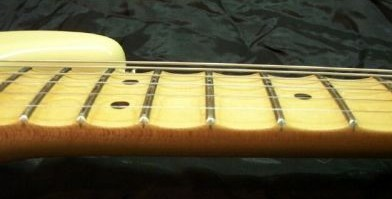
touche scallopée sur une Fender Stratocaster.

Une touche frettée peut être « scallopée » (de l'anglais scalloped : festonné ; de scallop, la coquille Saint-Jacques), en enlevant une partie du bois entre les frettes afin de créer une forme en « U ».
Répété de frette en frette et vu de côté, cet évidement donne une impression de feston. Ainsi les doigts du musicien et les cordes ne sont en contact qu'avec les frettes et non la touche, ce qui permet un jeu plus rapide et facilite l'exécution des tirés ; en contrepartie, l'apprentissage est plus long que sur une touche standard car il faut bien maîtriser la pression qu'on exerce sur les cordes : trop d'appui aura l'effet d'un tiré (la note monte), pas assez d'appui donnera un son amorti.